# Amanda Loncar
Amanda Loncar (nacida el 26 de febrero de 1982) es una actriz estadounidense de cine y televisión. 
La mayor de tres hermanos , asistió al instituto en Sacramento, California y se mudó a Nueva York a los 18 años para estudiar en el The New Actors Workshop con George Morrison, Mike Nichols y Paul Sills durante dos años. Estuvo en la misma clase que Michael Cassidy. 
Es conocida por su papel de "Piper" en la serie de Fox de 2006, The Loop. Entre sus películas se encuentra On the Road with Judas (2007), Live! (2007) y Leones por corderos (2008). 
En la actualidad, Amanda se está recuperando de su tercer cáncer cerebral. Se sometió a múltiples neurocirugías, quimioterapia y radioterapia. Actualmente vive en las afueras de Manhattan. 

## Filmografía
- Flash (2004) .... La mujer (Sin acreditar)
- Pulling (2004) ....
- Fertile Ground (2005) (Película para televisión) .... Whitney
- Building Girl (2005) .... Erica
- Law & Order: Criminal Intent (1 episodio, "Gone", 2005) .... Carly
- CSI: Miami (1 episode, "From the Grave", 2005) .... Michelle Burke
- Carlito's Way: Rise to Power (2005) (Directamente para vídeo) .... Woodstock Niña
- 5G (2005) .... Debbie
- The Bedford Diaries (1 episode, "I'm Gonna Love College", 2006) .... Olive Bettes
- The Loop (7 episodios, "Pilot", "The Tiger Express", "Trouble in the Saddle", The Year of the Dog"", "Bear Drop Soup", "The Rusty Trombone" and "Jack Air", 2006) .... Piper
- On the Road with Judas (2007) ....
- Live! (2007) .... Candy
- It's a Mall World (episodios desconocidos, 2007) .... Taylor
- How I Met Your Mother (1 episodio, "Wait for It", 2007) .... Lydia
- Leones por corderos (2007) .... Asistente Joven
- Grey's Anatomy (1 episodio, "Kung Fu Fighting", 2007) .... Jackie Escott
- Lipstick Jungle (1 episodio, "Chapter Five: Dressed to Kill", 2008) .... Sasha Winters
- Still Waiting... (2009) ... Suzy